# Dorieus
Dorieus ist ein antiker, griechischer, männlicher Vorname.

## Herkunft und Bedeutung
Altgriechisch Δωριεύς
Der Name ist altgriechischen Ursprungs und bedeutet der Dorer.

## Bekannte Namensträger
- Dorieus (Sohn des Neoptolemos), eine mythologische Figur
- Dorieus (Sparta), der Sohn des spartanischen Königs Anaxandridas
- Dorieus (Rhodos), der Sohn von Diagoras von Rhodos
- Dorieus (Dichter), ein griechischer Dichter